# Periclimenes zerinae
Periclimenes zerinae är en kräftdjursart som beskrevs av Duris 1990. Periclimenes zerinae ingår i släktet Periclimenes och familjen Palaemonidae. Inga underarter finns listade i Catalogue of Life.